# Monnina saprogena
Monnina saprogena là một loài thực vật có hoa trong họ Polygalaceae. Loài này được Donn. Sm. mô tả khoa học đầu tiên năm 1901.